# Гамла вторично не падёт
«Гамла вторично не падёт» (англ. Gamla Shall not Fall Again) — израильская общественная организация.
Организация создана в декабре 1995 года, видит своей целью сохранение израильских поселений в Иудее, Самарии, Газе и на Голанских высотах. По мнению членов организации, это необходимо для обеспечения безопасности Государства Израиль.
Руководитель организации: Моше Лешем.

## История названия
Гамла — это древняя крепость на Голанских высотах. Название организации же происходит от крылатого выражения «Гамла вторично не падёт», что означает: будет стоять Гамла — выстоит и Иерусалим.
Археолог Шмариягу Гутман писал:

Я не понимал, что двигало защитниками крепости, пока мы не нашли отчеканенную в осаждённом городе монету, на которой было написано: «Избавление Святому Иерусалиму». Защитники города верили, что, остановив врага на Голанах, они спасут Вечный город… Покорив Гамлу, римляне пошли на Иерусалим, и после 3 лет осады Вечный город пал.— 

## Центральный офис
Главный офис — в Иерусалиме.

## Лидеры
- Моше Лешем — полковник в отставке, бывший начальник отдела стратегии и военной доктрины Генерального штаба Армии обороны Израиля.
- Эли Лихтенштейн — журналист, участвует в деятельности организаций еврейского национального лагеря, автор многих публикаций в израильской и зарубежной русскоязычной прессе.
- Эльяким Хаэцни — адвокат и политик, бывший член кнессета от партии Тхия́ (1990—1992)[4].

## Деятельность
- Время на Седьмом канале израильского радио;
- Распространение памфлетов, материалы в газетах;
- Активное участие в конференциях внепарламентских движений Израиля;
- Участие в пикетах, митингах и демонстрациях.